# Lamberto De Bernardi
Lamberto De Bernardi (Torino, 4 aprile 1898 – Altopiano di Asiago, 10 novembre 1917) è stato un militare italiano.

## Biografia
Cresciuto in una famiglia agiata, all'inizio della prima guerra mondiale partecipò all'attività di controllo lungo il confine con il corpo para-militare dei Volontari ciclisti, poi appena diciottenne si arruolò volontario nell'esercito. Già il maggiore dei fratelli, Carlo, aveva perso la vita a Tolmino, nella terza battaglia dell'Isonzo, ed era stato insignito della medaglia d'argento al valor militare alla memoria. Il secondogenito, Vittorio, sottotenente in fanteria, era intanto impegnato nei combattimenti sul fronte in Trentino; dopo aver già meritato una medaglia d'argento per il comportamento valoroso negli scontri in trincea, il 16 giugno 1916 fu colpito a morte nel corso di un bombardamento degli austriaci. Lamberto, anch'egli al fronte con il 5º Reggimento bersaglieri, seppe della morte del fratello e ne diede notizia alla madre: la sua lettera, in cui descrive il ritrovamento della sepoltura del fratello, è contenuta in un epistolario pubblicato alcuni anni dopo la fine del conflitto, che raccoglie le testimonianze della guerra dei tre fratelli De Bernardi. L'anno successivo, ancora impegnato in prima linea, cadde sotto i colpi degli austriaci; il 3 marzo del 1918 fu insignito della medaglia d'oro alla memoria.
Le sue spoglie sono conservate presso il Sacrario militare di Asiago.